# كيفين داوسون
كيفين داوسون (بالإنجليزية: Kevin Dawson)‏ (18 يونيو 1981 في المملكة المتحدة - ) هو لاعب كرة قدم بريطاني في مركز الدفاع. لعب مع نادي بارنت ونوتينغهام فورست وStocksbridge Park Steels F.C. ‏ ووركشوب تاون ‏ وWakefield F.C. ‏ ونادي بارو ونادي تشيسترفيلد.

## وصلات خارجية
- كيفين داوسون على موقع قاعدة بيانات كرة القدم.إي يو (الإنجليزية)